# Аманда Лі Коу
Аманда Лі Коу (нар. прибл. 1988)  — американська письменниця сингапурського походження. Зараз мешкає в Нью-Йорку. Найбільш відома своїм дебютним романом «Світло далекої зірки», який перекладено українською та опубліковано у Видавництві Старого Лева у 2022 році. Наймолодша лауреатка Сінгапурської літературної премії.  «Світло далекої зірки» була названа NPR однією з найкращих книг 2019 року  і стала бестселером №1 за версією Straits Times.

## Ранні роки

### Дитинство
Аманда Лі Коу народилася в Сінгапурі старшою з трьох дітей у сім’ї китайських батьків, які обоє працювали в Singapore Airlines. Батько був пілотом, а мати – стюардесою.  У дитинстві батько брав Аманду з собою в подорожі, а мати читала їй казки.  Її дідусь по батьківській лінії був робітником-теочу із Гуандуну, який емігрував до Сінгапуру. 
Дівчинка росла на фільмах Уся режисера Цуя Харка та фільмах Disney. Аманда Лі Коу описувала свій культурний досвід як «всеїдний». Вона говорила: «Мене завжди найбільше приваблював типаж лиходійки. Бріжит Лін у ролі Нареченої з білим волоссям зробила цей фільм моїм улюбленим. Я страшенно захоплювалася Лютеллою де Віль». 

### Підлітковий період
Навчаючись у школі для дівчаток у Сінгапурі, підлітка Аманда ненавиділа навчання, яке ґрунтувалося на механічному заучуванні, й часто повставала проти нього. У школі Аманда Лі Коу вивчала німецьку мову.

#### Рання закоханість Коу та цензурування гомосексуальності вСінгапурі
Підліткою Аманда Лі Коу закохалася в уйгурську футболістку. Коли вчителі дізналися про їхні стосунки, то дівчину відправили на виправну консультацію. Коу заперечувала, що у неї є «видимі дивні моделі для наслідування», її ж називали «неправильною», «ненормальною» й змушували змінитися.
У віці 15 років Аманда переглянула фільм «Години» в торговому центрі. Управління розвитку медіа Сінгапуру піддало цензурі три лесбійські поцілунки між Ніколь Кідман, яка грала Вірджинію Вульф, і Мірандою Річардсон; Джуліанна Мур і Тоні Колетт; Меріл Стріп і Еллісон Джейні.  Таке жорстке цензурування змусило Аманду шукати видалені сцени на YouTube. Зрештою дівчина знайшла відео фанатів, на якому Грета Гарбо цілує жінку у фільмі «Королева Христина» та Марлен Дітріх, ⁣ яка цілує жінку в фільмі Марокко.
Відтак бісексуалка Марлен Дітріх стала кумиркою Аманди Лі Коу. У підлітковому віці на стіні спальні Аманди висів плакат із зображенням цієї культової акторки.  У результаті дівчина зацікавилася веймарською культурою, описуючи «велику спорідненість з дадаїзмом, сюрреалізмом». Вона продовжила вивчати кінематограф у Сінгапурі, де пригадала, як плакала під час перегляду фільму Віма Вендерса «Небо над Берліном».

### Юність
Після закінчення навчання Аманда Лі Коу подавала заявку на роботу до французького журналу "Кінозошити", згодом хотіла стати танцівницею в бурлеск-клубах у Німеччині та Австралії. На жодну з цих заявок вона не отримала відповіді. Деякий час Аманда продавала вінтажний одяг та одяг ручної роботи на Etsy. Тоді ж Коу подавалася на участь у програмі Au pair як викладачка мандаринської. Тоді її заявка на робочу візу зіткнулася з проблемами. 
Працюючи офіціанткою в японському ресторані та фрілансеркою у креативному агентстві, Коу пережила маніакальний епізод, вона кинула роботу й почала писати.

## Кар'єра

### Сінгапур
На початку своєї кар’єри в Сінгапурі Аманда Лі Коу писала оповідання та займалася редакторською роботою. Вона була редакторкою художньої літератури Esquire Singapore та журналу кінокритики Національного музею Сінгапуру Cinémathèque Quarterly. 
Оповідання, написані серією на початку 20-х, стали збіркою "Міністерство моральної паніки". Аманда Лі Коу вважає цю збірку «ранньою роботою (...) сирою (...), але необхідною для мене в той час».  Збірка, перша для Коу, одноголосно отримала Сінгапурську літературну премію у 2014 році, зробивши її наймолодшою лауреаткою найвищої літературної нагороди Сінгапуру. 
Того ж року Аманду Лі Коу було обрано для Міжнародної письменницької програми Університету Айови. Незабаром після цього вона отримала стипендію для участі в письменницькій програмі Колумбійського університету.

### Нью-Йорк
Аманда Лі Коу переїхала до Нью-Йорка у 2014 році. Вона витратила свої 10 000 доларів премії Сінгапурської літературної премії на оплату оренди своєї квартири в Брукліні. 

#### Початок роботи над "Світлом далекої зірки"
Переглядаючи фотокнигу Нен Голдін у книгарні The Strand на Мангеттені, Коу натрапила на монографію Альфреда Айзенштадта з Марлен Дітріх на обкладинці. Всередині книги була фотографія Марлен Дітріх, Анни Мей Вонг і Лені Ріфеншталь разом.  Фотографія була зроблена під час їхньої зустрічі на балу в Берліні в 1928 році, до того, як усі три жінки досягли слави.
Аманда Лі Коу розповідає, що з моменту, як побачила цю фотографію, вона вирішила працювати саме над дослідженням життя відомих акторок для свого дебютного роману.  Адже «інтимний проміжок в історії, бічна червоточина в часі»  дозволила їй «виходити за межі власного обмеженого часу та простору у спосіб, який міг би бути естетичним і скрупульозним». 
Рукопис «Світла далекої зірки» отримав премію Хенфілд у 2017 році за найкращий художній твір у програмі письменництва Колумбійського університету.  Коу підписала контракт з Wylie Agency, а рукопис продали Doubleday ще до того, як вона закінчила навчання.  У 2020 році переклад "Світла далекої зірки" вийшов в українському Видавництві Старого Лева.

## Творчість

### "Міністерство моральної паніки" (Ministry of moral panic)
"Міністерство моральної паніки" було опубліковано сінгапурською незалежною пресою Epigram Books у 2013 році. Збірка викликала сенсацію в літературному середовищі Сінгапуру. Зокрема незвичайні й непохитні ідіосинкратичні персонажі із соціальної периферії, майстерно описані авторкою, поставили під сумнів консервативне сінгапурське життя. Збірку вважали «підривною, художньою інтерпретацією того, як кинути виклик гомогенній силі панівного дискурсу».
Окрім отримання Сінгапурської літературної премії, "Міністерство моральної паніки" потрапило в короткий список Міжнародної літературної премії, також в короткий список премії LiBeraturpreis на Франкфуртському книжковому ярмарку. Збірка також була у довгому списку Frank O’Connor International Short Stories Award.

### "Світло далекої зірки" (Delayed rays of a star)
"Світло далекої зірки", як перший роман та міжнародний дебют Аманди Лі Коу, був опублікований видавництвом "Даблдей" у липні 2019 року. У "Видавництві Старого Лева" роман вийшов у 2020 році за сприяння National Art Council Singapore.
Publishers Weekly зазначив, що авторка "...вдало поєднує історичні факти з розлогою та щедрою оповіддю".

## Особисте життя
Аманда Лі Коу назвала Серена К'єркегора та Ясунарі Кавабату митцями, які вплинули на її формування.
Коу наголошує на вагомому впливі кінематографа на свою особистість. Серед визначних для неї творів є "Hiroshima mon amour" Алана Рене та Маргеріт Дюрас, "Занепалі янголи" Вонга Карвая,  "Гіркі сльози Петри фон Кант" Райнера Вернера Фассбендера та "Шепіт і крик" Інґмара Берґмана. 
Аманда Лі Коу ідентифікує себе як квір. Вона мешкає у Брукліні зі своєю партнеркою Кірстен Тен, сингапурською режисеркою та сценаристкою.